# David Odonkor
David Odonkor, né le 21 février 1984 à Bünde, Allemagne, est footballeur allemand ayant des origines ghanéennes par son père. Il évolue au poste de milieu offensif ou à celui d'ailier droit, il était connu pour sa vitesse.

## Biographie
David Odonkor est né d'un père ghanéen et d'une mère allemande. Après le divorce de ses parents, il choisit de vivre avec sa mère, dont il prend la nationalité allemande.
En 2001, il signe un contrat avec le Borussia Dortmund, avec lequel il débute en mars 2002. De 2002 à 2004, il alterne quelques apparitions en Bundesliga avec l'équipe première et la participation au championnat régional nord avec l'équipe réserve du Borussia. Il est promu définitivement en équipe première en 2005.
En 2006, il crée la surprise en étant retenu à la Coupe du monde de football de 2006 avec la sélection allemande alors qu'il n'avait jamais été sélectionné auparavant. Il s'illustre lors du tournoi en effectuant une passe décisive à Oliver Neuville peu après son entrée contre la Pologne. 
Il signe à l'issue de la Coupe du monde 2006 un contrat de cinq ans pour le Betis Séville. Néanmoins, de nombreuses blessures aux genoux l'empêchent de s'imposer durablement dans le club espagnol. En deux  saisons dans la Liga espagnole, il ne joue que 33 matchs, marque 1 but et subit trois opérations aux genoux. À l'issue de la saison 2007-2008, il est cependant appelé en sélection pour participer au Championnat d'Europe de football 2008, entrant en jeu au cours du match de poule contre la Croatie. Au cours des saisons suivantes, il joue très peu avec le Bétis Séville, ne faisant même aucune apparition en équipe première en 2010-2011 en raison d'une nouvelle blessure.
À la fin de cette saison, il quitte le club espagnol ; il effectue un essai aux Glasgow Rangers qui ne s'avère pas concluant. Il signe ensuite un contrat d'un an avec l'Alemannia Aix-la-Chapelle, en 2. Bundesliga. Il quitte le club relégué en 3. Liga à la fin de la saison.
En juillet 2012, David Odonkor signe pour le club ukrainien du FC Hoverla Oujhorod qui vient de monter en première division. En janvier 2013, il déclare qu'il souhaite quitter l'Ukraine et retourner dès que possible en Allemagne.
Le 19 septembre 2013, il met un terme à sa carrière à l'âge de 29 ans.
Durant l'été 2015, il participe à l'émission Promi Big Brother 3. Il en sort vainqueur le 17e jour.

## Palmarès
- Champion d'Allemagne : 2002 (Dortmund).
- Demi-finaliste de la Coupe du monde de football 2006 avec l'Allemagne (3e place finale).
- Finaliste de l'Euro 2008.

### Buts en sélection
| Buts en sélection de David Odonkor | Buts en sélection de David Odonkor | Buts en sélection de David Odonkor      | Buts en sélection de David Odonkor | Buts en sélection de David Odonkor | Buts en sélection de David Odonkor | Buts en sélection de David Odonkor |
| #                                  | Date                               | Lieu                                    | Adversaire                         | Score                              | Résultats                          | Compétitions                       |
| ---------------------------------- | ---------------------------------- | --------------------------------------- | ---------------------------------- | ---------------------------------- | ---------------------------------- | ---------------------------------- |
| 1                                  | 12 septembre 2007                  | RheinEnergieStadion, Cologne, Allemagne | Roumanie                           | 2-1                                | 3-1                                | Match amical                       |